# Тавлінка
Та́влінка (рос. Тавлинка) — село у складі Солнечного району Хабаровського краю, Росія. Входить до складу Березовського сільського поселення.

## Населення
Населення — 216 осіб (2010; 218 у 2002).
Національний склад (станом на 2002 рік):
- росіяни — 100 %